# EBITDA
EBITDA(Earnings before interest, taxes, depreciation and amortization, 이자, 세금, 감가상각 및 상각 전 회사의 수입)는 운영 사업의 회사 수익성만을 측정하는 것이므로 부채 효과가 발생하기 전의 상태이다. - 의무적인 지불 및 자산 기반을 유지하는 데 필요한 비용. 이는 수익에서 운영 사업의 모든 비용(예: 임금, 원자재 비용, 서비스 등)을 차감하여 파생되지만 자산 가치 감소, 차입 비용, 임대 비용 및 정부에 대한 의무는 감소하지 않는다.
손익계산서에 표시되기도 하지만 미국 증권거래위원회(SEC)는 일반적으로 인정되는 회계원칙(GAAP)의 일부로 간주하지 않는다. 따라서 SEC는 증권을 등록하는 회사가 (정기 보고서를 제출할 때) EBITDA를 순이익으로 조정하도록 요구한다.

## 사용과 비평
EBITDA는 기업의 성과를 평가할 때 널리 사용된다. EBITDA는 운영 사업의 기본 수익성, 즉 특정 기간에 서비스 제공, 상품 판매 등을 통해 사업이 창출하는 이익을 평가하는 데 유용하다. 이러한 유형의 분석은 EBITDA 계산에서 무시되는 비용 항목이 운영 사업과 크게 독립적이기 때문에 운영 사업의 수익성만 살펴보는 데 유용하다. 이자 지급액은 회사의 자금조달 구조, 해당 관할 구역의 세금 납부액, 이자 지급액, 자산 기반 감가상각비(선택한 감가상각 정책), 영업권에 미치는 영향을 포함하는 인수 이력 상각액에 따라 달라진다. EBITDA는 민간 기업과 공공 기업의 가치 평가를 측정하는 데 널리 사용된다(예: 특정 회사가 EBITDA의 x배로 거래된다는 것은 주가를 통해 표현되는 회사 가치가 EBITDA의 x배와 동일하다는 것을 의미함). EBITDA를 운영 사업의 기본 수익성에 대한 척도로 표시하려는 시도에서 EBITDA는 종종 특별 비용, 즉 회사가 정기적으로 발생하지 않는다고 생각하는 비용에 대해 조정된다. 이러한 조정에는 악성 부채 비용, 지불된 법적 합의금, 인수 비용, 자선 기부금 및 소유주나 가족 구성원의 급여가 포함될 수 있다. 결과 지표는 조정 EBITDA 또는 예외 항목 이전의 EBITDA라고 한다.
마이너스 EBITDA는 기업의 수익성에 근본적인 문제가 있음을 나타낸다. 반면에 긍정적인 EBITDA가 반드시 기업이 현금을 창출한다는 것을 의미하는 것은 아니다. 이는 기업의 현금 창출이 자본 지출(고장난 자산을 교체하는 데 필요), 세금, 이자, 운전 자본 이동 및 EBITDA에 따라 달라지기 때문이다.
유용한 지표이기는 하지만 회사 성과를 평가할 때 EBITDA에만 의존해서는 안 된다. EBITDA를 회사 성과를 평가하는 척도로 사용하는 것에 대한 가장 큰 비판은 평가에서 자본 지출의 필요성을 무시한다는 것이다. 그러나 EBITDA를 생성할 수 있는 자산 기반을 유지하려면 자본 지출이 필요하다. 워렌 버핏은 “경영진은 이빨요정이 자본 지출 비용을 지불한다고 생각하는가?”라는 유명한 질문을 했다. 자주 사용되는 수정 방법은 EBITDA(자본 지출) 측정항목을 기준으로 비즈니스를 평가하는 것이다.

## 마진
EBITDA 마진은 EBITDA를 총 수익(또는 '총 생산량', 재고 변동에 따른 '수익'과 다른 '생산량')으로 나눈 값을 의미한다.

## 같이 보기
- 총소득
- 순이익
- 주가수익률
- 수익